# Tsimafei Dranchuk
Tsimafei Dranchuk (en biélorusse : Цімафей Дранчук) est le chef de l'organisation non enregistrée de défense des droits des prisonniers biélorusses Over Barrier.

## Biographie
Il commence à étudier le journalisme à l'université d'État biélorusse. Il en est expulsé en 2001pour activité politique.
De 1996 à 2000, il travaille au sein du journal Belavezhskaya Pushcha et, en 1997-1998, travaille comme secrétaire de presse pour le syndicat municipal des hommes d'affaires « Sadruzhnasc ». Jusqu'en 2000, il est parmi les membres les plus actifs de l'organisation de jeunesse Malady Front.  
En 2000-2001, il devient président de l'organisation de jeunesse Maladzezhnaja Salidarnasc (« Solidarité des jeunes ») et, de 2001 à 2004, coordonne le travail du mouvement « Zubr » à Minsk ,.
Depuis 2004, il est devenu actif au sein du mouvement d'Andrey Klimov, dont il était l'un des organisateurs de la « Révolution ! » le 25 mars 2005.
Le 21 février 2006, il est arrêté et placé à l'isolement par des enquêteurs du KGB avec Enira Branitskaja, Mikalay Astrejka et Aliaxandar Shalajka,. Il est accusé d'une violation de l'article 193 partie 2 du Code pénal. Amnesty International le répertorie comme prisonnier d'opinion.
Le 26 décembre 2006, il est libéré de l'établissement correctionnel 1 de Minsk,.
Le 22 mai 2007, Tsimafei Dranchuk, avec le prisonnier politique Dzmitry Kasperovich et d'autres militants, a déclaré la création du groupe de défense des prisonniers « Over Barrier ».